# Gattyana
Gattyana (лат.) — род морских многощетинковых червей семейства Polynoidae из отряда Phyllodocida. Более 10 видов, из них 5 видов в водах Северного Ледовитого океана.

## Описание
Встречаются в водах всех океанов Северного полушария, включая Тихий океан и Северный Ледовитый океан. Длина тела достигает 80 мм. Спину прикрывает 15 пар элитр, они плотные, кожистые; микроскульптура развита. Многочисленные нотохеты зазубренные по всей длине. На простомиуме три пары антенн (Polynoinae) и глаза на омматофорах. Перистомальные усики с циррофорами. Простомиум разделён медиальным желобком на две части. Параподии двуветвистые. Все щетинки (сеты) простые.
- Gattyana amondseni (Malmgren, 1867)
- Gattyana australis Averincev, 1978
- Gattyana brunnea Hartman, 1966
- Gattyana ciliata
- Gattyana cirrhosa (Pallas, 1766)typus
- Gattyana fauveli Misra, 1999
- Gattyana globifera Trautzsch in Augener, 1933
- Gattyana globifera (G.O. Sars, 1873)
- Gattyana mossambica Day, 1962
- Gattyana nutti Pettibone, 1955
- Gattyana pacifica (Johnson, 1901)
- Gattyana pohaiensis Uschakov & Wu, 1959
- Gattyana treadwelli